# Rummikub
Rummikub sau Rummy este un joc cu piese (numite și pietre) pentru 2, 3 sau 4 jucători, inventat în Israel. El a fost inventat în jurul anului 1930 de către Ephraim Hertzano (Herțeanu), născut în România și care mai apoi a emigrat în Israel.
Setul de rummy conține 106 piese, 4 table de joc, și o hârtie cu instrucțiuni. Toate piesele trebuie aranjate în așa fel încât să se obțină serii și suite. O serie este o formație de piese cu aceeași valoare, dar de culori diferite (exemplu: 2 roșu, 2 albastru și 2 portocaliu). O suită este o formație în care piesele au valori consecutive și sunt de aceeași culoare (exemplu: 10 negru, 11 negru, 12 negru și 13 negru). Ambele tipuri de formații trebuie să conțină cel puțin 3 piese. O serie poate fi formată din maxim 4 piese, în timp ce suitele pot fi formate din maxim 14 piese (o suită completă de la 1 până la 1(a 14-a carte)).

## Istoric
Primele seturi de Rummikub sau Rummy au fost făcute de Ephraim Hertzano cu familia lui în curtea casei sale. Hertzano a vândut aceste seturi din ușă în ușă și în magazine mici. De-a lungul anilor, familia lui Hertzano a acordat jocul mai multor țări, astfel a devenit cel mai bine vândut joc de export al Israelului. În 1977, a devenit cel mai bine vândut joc din Statele Unite. După 1970, jocul a fost comercializat ca "Rummikid".